# Thomas Joseph Lamy
Thomas Joseph Lamy (Ohey, 1827 – Lovanio, 1907) è stato un orientalista belga, noto soprattutto per la sua edizione di Efrem il Siro.
Fu docente all'Università Cattolica di Lovanio dal 1875 al 1900.

## Opere
- Introductio in Sacram Scripturam, 2 voll., Mechliniae, H. Dessain, 1866-1867.
- Ephraem Syrus, Hymni et Sermones, quos e codicibus Londinensibus, Parisiensibus et Oxoniensibus descriptos edidit, Latinitate donavit, variis lectionibus instruxit, notis et prolegomenis illustravit Thomas Josephus Lamy, 4 voll., Mechliniae, H. Dessain, 1882-1902.
- Commentarium in librum Geneseos, 2 voll., Mechliniae, excudebat H. Dessain, 1883-1884.